# Wandtapijten van Trivulzio
De Wandtapijten van Trivulzio, ook wel Wandtapijten van de maanden (Italiaans: Arazzi Trivulzio, ook wel Arazzi dei mesi), zijn een serie van 12 wandtapijten over de maanden van het jaar. Ze bevinden zich in het Museo d'arte antica in het kasteel Sforzesco in Milaan. Hier is ook het Milanese Muziekinstrumentenmuseum gevestigd.
De wandtapijten worden gedateerd in circa 1503-1508. Ze zijn van verschillende grootte en zijn gemaakt in de stad Vigevano naar een ontwerp van Bramantino. Het gaat om de oudste serie tapijten die geheel door Italianen is gemaakt, zonder hulp dus van Vlaamse kunstenaars.

## Geschiedenis
De in Milaan geboren Gian Giacomo Trivulzio, maarschalk van Frankrijk en de toenmalige gouverneur van Milaan, gaf begin 16e eeuw opdracht tot het maken van de tapijten. Hij deed dit ter gelegenheid van het huwelijk van zijn zoon Gian Nicolò met Paola Gonzaga. Bramantino kreeg de opdracht om de kartons (de ontwerpen op ware grootte) te maken, terwijl het weven werd gedaan in het pas geopende atelier in Vigevano onder leiding van Benedetto da Milano.
Slechts twee aan Bramantino toegeschreven tekeningen zijn deels te herleiden naar deze wandtapijten. In het museum Pinacoteca Ambrosiana in Milaan bevindt zich een schets die verwijst naar de maand juli en in de Gallerie dell'Accademia te Venetië is een schets die te maken heeft met de maand april.
Volgens documenten uit die tijd werden de tapijten gemaakt door Benedetto da Milano die daarbij geholpen werd door vier assistenten. In 1509 werden ze geleverd aan Trivulzio. Het thema van de tapijten is niet zozeer het hofleven, maar de verbeelding van de arbeid. De tapijten hebben daardoor ook een duidelijk morele inhoud: de boodschap dat arbeid aan de basis ligt van het hele leven, niet als een opgelegde last, maar als een uiting van de creativiteit van de mens en als een gevolg van het vredige bestaan dat door de bestuurders wordt gewaarborgd.

## Beschrijving
Elk tapijt heeft een vastomlijnd schema: binnen een omlijsting van familiewapens (van Trivulzio en aan hen verwante families als Colleoni, d'Avalos en Gonzaga) staat in het midden een personificatie van de betreffende maand. Deze wordt omgeven door allerlei kleinere figuren die bezig zijn met boerenwerk of de uitoefening van een ambacht. Rechtsboven bevindt zich het bijbehorende sterrenbeeld en links een afbeelding van de zon. De figuur die de maand voorstelt, wijst steeds naar de zon.
| Wandkleed | Beschrijving |
| --------- | --- |
|           | De cyclus begint met de maand maart, overeenkomstig de ab incarnatione-kalender, waarbij het jaar begint met de conceptie van Christus op 25 maart. Deze kalender werd in die tijd veel gebruikt in Italië. Boven in het midden wordt een groot wapenschild van de familie Trivulzio omhoog gehouden door twee soldaten in Romeins tenue, een verwijzing naar de god Mars, die gezien werd als beschermer van deze maand. Rondom zijn mensen bezig met het verzamelen van hout en het klaarmaken van de grond voor het zaaien. Bramantino zorgde ervoor om aan elke scène details toe te voegen die het perspectief benadrukken. Soms gebruikt hij daarvoor zelfs landbouwgereedschap, dat hij rechtop neerzet en dan verkort weergeeft. De personificatie van maart symboliseert de wederopstanding van de natuur in het voorjaar en draagt daarom kleding met kinderhoofdjes. |
|           | De centrale figuur in het midden, die de maand april voorstelt, houdt een tak basilicum vast. Rondom staan jongeren die het Romeinse Floralia-feest vieren. Op de voorgrond zit een jongetje, dat een bloemenkrans aanbiedt aan de toeschouwer, als het ware om hem uit te nodigen mee te doen aan het feest dat de terugkeer van het aangename weer viert. |
|           | De maand mei wordt gesymboliseerd door de zonnegod Apollo in zijn hoedanigheid als Cosmocrator. Rondom hem zijn mensen bezig met de kersenoogst. De mannen en vrouwen die takken dragen, lijken te verwijzen naar het meifeest op 1 mei. |
|           | Het juni-wandtapijt is van de twaalf het meest beschadigd: op grote delen van het tapijt zijn stoplappen en reparaties te zien. Aan de voeten van de personificatie van juni is een eenvoudige maaltijd klaargezet voor de arbeiders, die rondom druk bezig zijn met de oogst op het veld. |
|           | De maand juli laat het dorsen zien: de boeren slaan met vlegels op de korenaren. Het dorsen gebeurt op het erf van een boerderij. Links en rechts staan duiventorens. |
|           | In de maand augustus zijn de mannen wat ingedut na een maaltijd van meloen en wijn. Aan de rechterkant worden de vaten klaargemaakt voor de nieuwe wijn. De scène speelt zich af in een zuilengalerij van een open gebouw met uitzicht op een plein in renaissancestijl. |
|           | In plaats van de te verwachten druivenoogst is in het wandtapijt van de maand september het persen van de druiven te zien. In een grote kelderruimte zijn boeren aan het werk om de druiven via een glijbaan in de pers te krijgen. Aan weerskanten staan Trivulzio en zijn vrouw Beatrice d'Avalos. De naakte jongeman in het midden, die is opgetuigd met druiventrossen en wijnbladeren, stelt Bacchus voor. |
|           | In oktober neemt de rentmeester de pacht in ontvangst van de pachters. De ruimte waarin dit gebeurt, lijkt gebaseerd te zijn op Het Laatste Avondmaal van Leonardo da Vinci. |
|           | Op het wandtapijt van november geeft een opzichter met karikaturale gelaatstrekken instructies voor het werk. Links zijn timmerlieden aan het werk en rechts zijn mensen bezig met het bewerken van vlas en linnen. |
|           | Op het wandtapijt van december staat Saturnus in het midden. Hij houdt een snoeimes vast. Op de voorgrond staat een grote ketel, waarin een varken geslacht zal worden. De scène is gesitueerd in een gebouw dat uitzicht biedt op een plein met huizen in de vorm van torens. Saturnus heeft vastgebonden voeten en bereidt zich zo voor op het feest van de Saturnaliën. |
|           | In januari staat de god Janus op een sokkel in een soort theaterdecor. De mensen vieren met dans en muziek het carnaval. Velen dragen een masker. Op de voorgrond liggen ongebruikte landbouwwerktuigen, omdat er in deze wintermaanden weinig werk te doen is. |
|           | Het wandtapijt van de maand februari laat het feest van de Lupercalia zien, waarbij jongemannen als Arcadische herders naakt over straat renden. Links zijn mannen de fakkels aan het maken die bij dit feest gebruikt werden. De figuur in het midden stelt de god Februus voor die water uitgiet over de jongemannen. Dit verwijst naar reinigingsrituelen die in deze maand werden uitgevoerd met water en vuur. Omdat dit tapijt het laatste is van de serie, heeft Benedetto da Milano zijn eigen naam aangebracht op de pilaster aan de rechterkant. |